# Friedrich von der Asseburg (Ritter)
Friedrich von der Asseburg auf Hindenburg (* vor 1664; † 16. November 1704 in Oettingen) war Ritter des Deutschen Ordens.
Aus der alten Adelsfamilie von der Asseburg bei Wolfenbüttel stammend, war Asseburg bis 1664 Stallmeister des Fürstbischofs von Paderborn und ab dem 13. Oktober 1665 Kandidat für den Deutschen Orden. Mit dem gleichen Datum zum Stallmeister des Hochmeisters in Mergentheim ernannt, führte er seit seiner Profess zugleich den Titel eines Komturs zu Münnerstadt. Am 24. November beorderte ihn der Hochmeister als Hauskomtur nach Freudenthal und ernannte ihn zugleich zum wirklichen Komtur von Münnerstadt und Trappier zu Mergentheim. Als Ordensritter der Ballei Franken angehörend, wurde er 1671 zusätzlich zum Hauskomtur für Blumenthal ernannt, wo er am 28. Juli 1676 auch zum Komtur aufstieg. Bereits vorher hatte der Hochmeister ihn auch zum Hauskomtur in Eulenburg ernannt. Am 19. Februar 1685 zum  Ratsgebietiger der Ballei Franken aufgestiegen und seit 1685 Komtur in Ulm, verzichtete er 1687 auf die Kommende Blumenthal. Obwohl es bereits am 9. Januar 1685 zu einer Fertigung zum Komtur von Oettingen und Donauwörth gekommen war, wurde er dort erst am 22. November 1622 zum Komtur und verzichtete 1691 auf die Kommende Ulm. Der Hochmeister ernannte ihn zudem noch 1695 zum Stallmeister.